# Мирау (Ђурђу)
Мирау (рум. Mirău) насеље је у Румунији у округу Ђурђу у општини Стоенешти. Oпштина се налази на надморској висини од 60 m.

## Становништво
Према подацима из 2002. године у насељу је живело 219 становника, од којих су сви румунске националности.